# SAM-X
SAM-X사업은 1991년 시작된 한국의 차세대 지대공미사일(SAM) 도입 사업이다. 미국 레이시온의 패트리어트 미사일 도입 사업으로 알려져 있지만 자금문제로 인해 독일이 강제도태시킨 MIM-104E Patriot PAC-2 GEM 을 도입하였다. 2011년 도입에 성공해 2012년에 배치되어 운용중이다.

## 연혁
- 1992년 노태우 정부는 노후화된 나이키 허큘리스 미사일을 대체하기 위한 '차세대 지대공미사일(M-SAM) 도입사업'(SAM-X)을 추진하였다.
- 김영삼 정부 동안 러시아의 S-300과 미국의 패트리어트 사이에서 갈등하며 도입이 지연되었다.[2]
- 2000년 10월 17일 : 군 일각에서는 자체 개발이 아닌 패트리어트 도입을 주장했으나 전장(戰場)이 좁은 한반도에서 북한 스커드 미사일의 비행시간이 6~8분에 불과해 요격이 매우 어렵고, 걸프전 당시 패트리어트 미사일의 요격률이 매우 낮았으며, 미사일 요격능력을 가진 국산 중거리 대공미사일(KM-SAM)을 자체 개발 중이기 때문에 막대한 돈을 들여 패트리어트를 구입할 필요가 없다고 주장해 사업 타당성 문제를 놓고 논란을 빚었다.[3]
- 2001년 2월 23일 : 국방부는 2조원 규모의 차기 유도무기(SAM-X) 사업에 단독 참가한 미국 레이시온사가 향후 협상과정에서 합리적인 가격조건을 제시하지 않으면 사업 자체를 전면 재검토키로 했다. 국방부는 22일 이 사업이 무기연기될 경우 현재 개발중인 한국형 중거리 대공미사일(KM-SAM)로 기능을 대체, 전역미사일방어체제(TMD)를 구축하는 방안도 검토하겠다고 밝혔다. 이에 앞서 패트리어트 미사일 제조업체인 미국의 레이시온사는 지난 99년 그리스가 도입한 가격보다 20∼30% 높은 가격을 제시해 반발을 사왔다.[4]
- 2005년 1월 6일 : 국방부는 대공방어망 구축에 필수적인 차기유도무기(SAM-X) 사업은 예산 확보의 어려움에도 불구하고 중장기적으로 반드시 추진할 계획이라고 했다.
- 2005년 4월 20일 : 2004년 12월, 국방부의 차기유도무기(SAM-X)사업이 백지화되면서 현재 사거리 40km의 호크 미사일과 180km의 나이키 미사일을 함께 대체하는 방공미사일을 군이 개발하고 있다고 밝혔다.
- 2005년 독일의 중고 PAC-2 매각 제의를 검토한후, 독일 현지에서 PAC-2를 확인하게 되고 이로 인해 SAM-X 사업이 재점화되게 되었다.[5] 다만, PAC-3가 아닌 PAC-2라는 비난이 있었다.
- 2007년 독일과 1조 500억 원에 도입계약이 채결되게 되면서 최대 2조 5천 억까지만 예산을 마련할 수 있었던 한국으로써는 4조에 가까운 신품 PAC-3에 비해 매우 헐값에 구매하게 되었다. 이 PAC-2는 또한 국내에 반입되기 전 7600억원을 들여 개량해 PAC-3 conf-2 능력을 갖춘 상태로 반입되게 된다.[6] 이러한 사업진행의 결과 나이키 미사일의 대체는 패트리어트 미사일로 하고, 호크 미사일의 대체는 천궁으로 하는 투트랙 정책을 가지게 된다.

## PAC 2 도입
2009년 한국은 1조 3,600억원을 들여 총 8개 포대(포대당 발사대 6대, 레이다 1대, 미사일 24발)에 패트리엇 미사일을 독일에서 중고로 도입했다.
2011년 11월 국정감사에서 독일에서 들여온 패트리어트 레이다 8개 중 3개가 6개월간 고장이었다고 밝혀졌다. 미국이나 독일의 AS가 전혀 이뤄지지 않고 있다고 보도되었다.
미국 연방회계감사원(GAO) 자료에 따르면 PAC-2의 탄도미사일 명중률은 55%이다. 한국국방연구원(KIDA)과 미국 국방부 미사일방어국(MDA)이 2011∼2012년 진행한 한국형 미사일방어(KAMD)체계 공동연구에서 한국군의 PAC-2 체계로는 요격 능력이 40% 이하로 나타나 미사일보다는 항공기 요격용에 불과하다는 연구 결과가 나왔다.

### GEM-T
한국은 2006년부터 미군에 배치되기 시작한 PAC-2 GEM-T를 도입했다. PAC-2 GEM의 요격시간이 2분인데 비해, PAC-2 GEM-T는 보다 개량된 45초이다. 북한의 황해북도 신계에서 서울까지는 120 km 거리로서 스커드 미사일이 3분 30초만에 도달한다. 그동안은 미사일에 대한 탐지에서 요격까지 소요 시간이 2분 15초였으나 이제는 45초가 되었다.
- MIM-104C 패트리어트 PAC-2: 1990년 실전배치, 1991년 걸프전, 미사일 요격 동영상
- MIM-104D 패트리어트 PAC-2 GEM: 1994년 실전배치, 2003년 이라크의 자유 작전, 탐지 및 시간 2분, 독일 중고
- MIM-104E 패트리어트 PAC-2 GEM-T: 2002년 실전배치, PAC-2 최신형, 탐지 및 요격 시간 45초, 한국군

## PAC 3 도입
한국 정부는 2015년에 패트리어트 최신형 PAC-3를 미국에서 수입하기로 결정했다.
그 주요 논거로는, PAC-2의 경우 폭풍 파편 탄두를 이용한 요격방식으로, 걸프전에서 보여지다 시피 미사일 요격에 성공해도, 목표물의 탄두의 완벽한 파괴가 보장되지 않아 부수적 피해를 입을 가능성이 있고, 기능적으로도 천궁처럼 항공기 요격에 최적화되어 있기에, 미사일의 완벽한 요격을 위해서는 HTK{Hit To Kill) 방식의 PAC-3가 필요하다는 것이다. 또한 PAC-3는 실전에서 검증된, 가장 신뢰도가 높은 미사일 요격 미사일이며, 기 보유중인 패트리어트 시스템의 업그레이드 만으로도 운영이 가능하며, 동맹이자 한미상호방위조약에 따라 전시 물자 지원 또한 수행할 미군과의 군수 연계를 고려한 선택이다.

## 중복사업
공군의 패트리어트 도입이 항상 논란이 된 것은, 육군의 천궁 미사일 사업과 중복사업이라는 일부 주장이 있었기 때문이다.
1991년 소련이 멸망하고, 1992년 11월말, 삼성물산은 러시아와 S-300 구매계약을 체결했다. 1991년 걸프전의 데뷔로 전 세계 베스트셀러가 된 미국의 패트리어트 미사일 보다 고성능에 가격은 1/5이라고 보도되었다. 20년이 지난 2011년 12월 15일 천궁 미사일의 개발이 완료되었다.
한국과 일본은 고도의 기술력을 갖춘 선진국으로서 독자적으로 무기를 개발하려는 반면에, 미국은 이러한 무기수출시장의 경쟁자 등장을 적극적으로 차단하고 있다.
다만, 천궁은 군에서 S-300 직도입을 일관되게 요구했다는 일부의 주장과는 달리, 결과적으로 S-300과는 다소 차이가 있는 체계로 러시아와의 기술협력을 통해 새로운 형상으로 완성되었으며, 요격체의 경우도 9M96과 다른 방식의 독자 형상으로, MFR의 경우도 알마즈社와 2006년 초 별도로 계약한 신품 개발 사업으로 획득하였다.

## KAMD
KAMD 체계는 다음과 같이 구성될 것이다.
- 독일 중고 PAC-2 GEM-T 48기
- 신형 PAC-3 ERINT/MSE
- 천궁 미사일
- 천궁 미사일 Block2
- 국산 장거리 지대공유도무기(L-SAM)
- 이외에 THAAD 혹은 SM-3 도입 검토설

## 북한
북한은 최근 S-300P(혹은 중국산 HQ-9)으로 추정되는 차량을 군사 퍼레이드에서 공개하였다. 구체적인 보유 사실은 밝혀진 바 없다. 한미정보당국은 해당 무기체계를 KN-06라 명명하였다.

## 같이 보기
- KM-SAM
- S-300
- 패트리어트 미사일